# Hengstparade (Film)
Hengstparade ist ein deutscher Fernsehfilm aus dem Jahr 2005 von Regisseur Michael Kreindl. Das Drehbuch von Felix Huby basiert auf dem gleichnamigen Roman von Gaby Hauptmann.

## Handlung
Die selbstbewusste Gerichtsreporterin Hella Fischer reist im Auftrag ihrer eifersüchtigen Tochter Karin aufs Land, um deren neuen Freund Harry auf die Finger zu schauen. Inkognito quartiert sich Hella dort auf dem Reiterhof Schloss Mühldorf ein. Harry und die attraktive Profireiterin Sabine Lex begeben sich auf einen Ausritt. Harry hatte seine Reitpartnerin gegenüber seiner Freundin Karin noch als alt, hässlich und o-beinig beschrieben. Hella überwindet ihre Phobie vor Pferden und folgt den beiden in einem kleinen Pferdewagen.
Während der Observation erschrickt Hellas Pferd, als ein anderes Pferd plötzlich ohne Reiter aus dem Dickicht galoppiert kommt. Hella verliert die Kontrolle über ihren Wagen, schlägt sich den Kopf an und wird bewusstlos. Als sie erwacht, schaut sie in die Augen von Kurt Schleyer, der sich um sie kümmert. Was Hella noch nicht weiß: Marga Lex, Mitbesitzerin des Reiterhofs, ist im Wald tödlich verunglückt. Auf dem Rückweg zum Reiterhof kommen Kurt und Hella am vermeintlichen Unfallort vorbei. Die Polizei sieht im Geschehenen einen Unfall, doch Hellas Spürsinn sagt ihr, dass dies kein normaler Unfall war. Ungeachtet ihres eigentlichen Auftrags, versucht Hella herauszufinden, was hier nicht stimmt. Sie findet Hinweise darauf, dass Margas Bruder Olaf, ein geldgieriger Geschäftsmann, etwas mit dem Tod seiner Schwester zu tun hat. Doch auch Hellas neuer Bekannter Kurt, der von Marga geschiedenen war, ist verdächtig. Er behauptet, Marga habe ihm den Hof hinterlassen, hat aber kein Testament vorzuweisen. Dies hatte der örtliche Notar Dr. Bruno Stoll, der mit Olaf unter einer Decke steckt, unterschlagen.
Hella ist sich nicht sicher, wer der Schuldige ist, sie weiß nur, dass Margas Pferd Freeman von einem großen Hund erschreckt wurde und deswegen durchgegangen ist. Weil Karin unzufrieden ist mit den Ermittlungsergebnissen Hellas bezüglich ihres Freundes Harry, reist sie ihrer Mutter hinterher, um sich jetzt selbst ein Bild zu machen. Karin und Hella versuchen von jetzt an, gemeinsam den Fall zu lösen. Beide brechen nachts bei Notar Stoll ein und finden durch Zufall das verschollene Testament hinter einem Bild an der Wand. Am folgenden Tag finden die beiden auch den Hund bei einem Bauern, der Olaf als „Werkzeug“ diente, das Pferd zu erschrecken. Daraufhin konfrontieren Hella und Kurt den nichtsahnenden Olaf und den Notar mit ihren Erkenntnissen. Olaf verliert die Nerven und gesteht, er wollte nur die Teilnahme Sabines an einem Turnier verhindern. Der Notar gibt sich unschuldig. Olaf wird verhaftet und der Hof gelangt in die richtigen Hände. Hella erklärt, bei ihrer neuen Liebe Kurt auf dem Hof bleiben zu wollen. Karin und deren Freund Harry verkünden, dass sie heiraten wollen. Schließlich erfahren alle, dass Hella und Karin Mutter und Tochter sind.

## Hintergrund
- Der Film wurde in Feldkirchen an der Donau und Hofkirchen im Mühlkreis gedreht.
- Erstausstrahlung war am 14. Oktober 2005 in der ARD.

## Kritiken
„Konventionelle Fernseh-Liebeskomödie nach einem Roman von Gaby Hauptmann.“